# ピーター・ボグダノヴィッチ
ピーター・ボグダノヴィッチ（Peter Bogdanovich、1939年7月30日 - 2022年1月6日）は、アメリカ合衆国の映画監督、俳優、作家、評論家、映画史家。ニューヨーク州生まれのセルビア・ユダヤ系出身。

## 略歴
子供の頃から映画狂で、年に400本見たこともあったという。1950年代にはステラ・アドラーの下で演技を学び、舞台やテレビに出演。その後、映画批評を書いたりオフ・ブロードウェイを手がけ、1968年に映画監督としてデビュー。1971年の『ラスト・ショー』は、第44回アカデミー賞で作品賞を含む数部門にノミネートされ、自身も監督賞と脚色賞にノミネートされる。1973年に発表した『ペーパー・ムーン』では、当時10歳のテータム・オニールに史上最年少でのアカデミー助演女優賞をもたらした。

### プライベート
自らオーディションを行って合格した、プレイメイトのドロシー・ストラットンと交際し、その妹と3人で暮らしていたが、ドロシーは、彼女の別居中の夫ポールに射殺される。のちにドロシーの妹と結婚。
2022年1月6日、ロサンゼルスの自宅で死去。82歳没。

## 主な監督作品
- 殺人者はライフルを持っている! - Targets (aka Before I Die) (1968)
- 金星怪獣の襲撃 新・原始惑星への旅 - Voyage to the Planet of Prehistoric Women (aka The Gill Women of Venus and The Gill Women) (1968 デレク・トーマス名義、ソ連映画『火を噴く惑星』に追加撮影・再編集した物)
- ラスト・ショー - The Last Picture Show (1971)
- 映画の巨人 ジョン・フォード - Directed by John Ford (1971, ドキュメンタリー)
- おかしなおかしな大追跡 - What's Up, Doc? (1972)
- ペーパー・ムーン - Paper Moon (1973)
- デイジー・ミラー - Daisy Miller (1974)
- At Long Last Love (1975)
- ニッケルオデオン - Nickelodeon (1976)
- Saint Jack (1979)
- ニューヨークの恋人たち - They All Laughed (1981)
- マスク - Mask (1984)
- Illegally Yours (1988)
- ラスト・ショー2 - Texasville (1990)
- Noises Off (1992)
- 愛と呼ばれるもの - The Thing Called Love (1993)
- いつも心に太陽を2 - To Sir, with Love II (1996, テレビ映画)
- ブロンドと柩の謎 - The Cat's Meow (2001)
- Hustle (2004, TV)
- 映画の巨人 ジョン・フォード DIRECTED BY JOHN FORD （2006、OV） - 監督/脚本/出演
- Runnin' Down a Dream (2007, ドキュメンタリー 第51回グラミー賞（最優秀長編ミュージック・ビデオ）)
- マイ・ファニー・レディ - She's Funny That Way (2014)

### 主な出演作品
- アメリカン・ニューシネマ 反逆と再生のハリウッド史 2003
- イージー・ライダー☆レイジング・ブル 2003
- ジャズ・シンガー／ジャッキー・パリスの生涯 2006
- コーマン帝国 2011
- ヒッチコック/トリュフォー （2015年）、米仏合作のドキュメンタリー
- ディス・イズ・オーソン・ウェルズ 2015
- オーソン・ウェルズが遺したもの 2018
- オードリー・ヘプバーン (映画) 2020、イギリスのドキュメンタリー
- ヌードの映画史〜黎明期から現代へ〜 2020、米国のドキュメンタリー

## 主な著作
- "The Cinema of Orson Welles" (1961)
- "The Cinema of Howard Hawks" (1962)
- "The Cinema of Alfred Hitchcock" (1963)
- "John Ford" (1967; expanded 1978)
『ジョン・フォード　インタビュー』 高橋千尋訳、新版・文遊社[3]、2011年。聞き手
- "Fritz Lang in America" (1969)
『フリッツ・ラング 映画監督に著作権はない』 井上正昭訳、筑摩書房「リュミエール叢書」、1995年。聞き手
- "Allan Dwan: The Last Pioneer" (1970)
- "Pieces of Time" (1973; expanded 1985) 
『ハリウッドインプレッション　映画、その日その日。』 高橋千尋訳、フィルムアート社、1991年
- "The Killing Of The Unicorn - Dorothy Stratten 1960-1980. William Morrow and Company" (1984)
- "This Is Orson Welles. HarperPerennial" (1992)
『オーソン・ウェルズ　その半生を語る』 ジョナサン・ローゼンバウム編、河原畑寧訳、キネマ旬報社、1995年。聞き手
- "A Moment with Miss Gish. Santa Barbara ": Santa Teresa Press, (1995). WorldCat
- "Who The Devil Made It": Conversations with Legendary Film Directors. Alfred A. Knopf, (1997)
- "Peter Bogdanovich's Movie of the Week" (1999)
- "Who the Hell's in It": Conversations with Hollywood's Legendary Actors. Alfred A. Knopf, (2004)
『私のハリウッド交友録―映画スター25人の肖像』 遠山純生訳、エスクァイアマガジンジャパン、2008年